# Camp Hill (kulle i Antarktis)
Camp Hill är en kulle i Antarktis. Den ligger i Västantarktis. Argentina, Chile och Storbritannien gör anspråk på området. Toppen på Camp Hill är 120 meter över havet.
Terrängen runt Camp Hill är lite kuperad. Havet är nära Camp Hill åt sydost. Trakten är glest befolkad. Närmaste befolkade plats är Mendel Polar Station, 13,8 kilometer söder om Camp Hill. 